# 加馬拉 (塞薩爾省)
加馬拉是哥倫比亞的城鎮，位於該國東北部，由塞薩爾省負責管轄，始建於1878年，面積320平方公里，海拔高度32米，2005年人口14,224，人口密度每平方公里44.45人。

## 外部連結
- Gamarra official website

8°20′N 73°40′W / 8.333°N 73.667°W